# هوردال
هوردال (بالنرويجية: Hurdal)‏ هي بلدية في مقاطعة آكرشوس بالنرويج وتعد جزءا من مقاطعة رومريك التاريخية. المقر الإداري للبلدية هو قرية هوردال. تأسست البلدية سنة 1838 وفي عام 1870 انفصلت منطقة فايرينغ عن هوردال لتأسس بلدية جديدة.
تبعد هوردال حوالي 70 كيلومترا شمالي أوسلو على طول بحيرة هوردالسيون. تضم البلدية أعلى نقطة في آكرشوس وهي تلة فيالسيوكامبن، كما تضم مركز هوردال للتزلج الذي يبعد حوالي 5 كيلومتر شمالي قرية هوردال. من أهم معالم البلدية كنيسة تريفون المقدسة وهي كنيسة أرثودوكسية شرقية أُسست سنة 1985.

## التسمية
الاسم مشتق من اللغة النوردية القديمة. الجزء الأول من الاسم مشتق من كلمة «أرور» والتي تعنى عل الأرجح «النهر المليء بالحجارة»، أما الجزء الثاني فمشتق من كلمة «دالر» وتعنى «الوادي». قبل 1918 كان الاسم يُهجأ: Hurdalen.

## شعار النبالة
شعار النبالة اعتمد سنة 1988 ويصور جزء من شجرة التنوب الشوحي النرويجية بلون أصفر مع خلفية خضراء.

## المجموعات العرقية
عدد الأقليات (الجيل الأول والثاني) في هوردال حسب الموطن الأصلي (2015):
| الموطن الأصلي | العدد |
| ------------- | ----- |
| السويد        | 23    |
| بولندا        | 23    |
| ألمانيا       | 21    |

## أعلام
- روجر رود

## روابط خارجية
- معلومات حول البلدية في موقع الإحصاءات النرويجي.
- مركز هوردال للتزلج.